# Спілка дипломатів України
Всеукраїнська громадська організація «Спілка дипломатів України» — всеукраїнська, неурядова, неприбуткова громадська організація, яка створена на засадах професійної належності та об'єднує працівників дипломатичної служби України та інших зацікавлених у дипломатичній сфері осіб, зареєстрована Міністерством юстиції України 29.12.2007.

## Керівництво спілки
- Рилач Юрій Олександрович (2007-2018)
- Коваль Володимир Олександрович (2018-)

## Мета спілки
Сприяння втіленню в життя основних принципів дипломатії, зокрема, відстоювання національних інтересів України, пріоритету прав і свобод людини та громадянина, демократизму і законності, гуманізму і соціальної справедливості.

## Завдання спілки
- сприяння реалізації законодавства України щодо соціально-побутового забезпечення працівників дипломатичної служби України;
- сприяння удосконаленню законодавства України щодо правової захищеності працівників дипломатичної служби та членів їх сімей;
- створення цільових фондів підтримки альтернативних програм, спрямованих на забезпечення діяльності працівників дипломатичної служби;
- здійснення наукової та дослідницько-видавничої діяльності;
- здійснення організаційно-методичного і консультативно-інформаційного забезпечення діяльності дипломатичної служби України;
- взаємодія з органами державної влади та місцевого самоврядування, іншими громадськими організаціями, з питань законодавчої і нормативної бази розвитку дипломатичної служби України;
- сприяння створенню умов професійного розвитку працівників дипломатичної служби та поширенню етичних стандартів поведінки серед дипломатів;
- організація курсів підвищення кваліфікації, підготовки та перепідготовки спеціалістів у галузі міжнародних відносин та міжнародного права, в тому числі і за кордоном;
- представництво інтересів працівників дипломатичної служби в органах державної влади та місцевого самоврядування, сприяння ефективному формуванню і розвитку дипломатичної служби України;
- координація зусиль по взаємодії з органами державної влади та місцевого самоврядування у вирішенні економічних та соціальних проблем Спілки;
- організація та проведення лекцій і семінарів по актуальним проблемам міжнародних відносин та міжнародного права;
- здійснення іншої діяльності, пов'язаної з досягненням статутної мети Спілки, що не заборонена законодавством України.